# Postgraduat uddannelse
Postgraduat uddannelse betyder ordret "uddannelse efter dimission" eller "uddannelse efter tildeling af uddannelsesgrad". Postgraduat uddannelse bruges overordnet som samlet betegnelse for efter- og videreuddannelser, der forudsætter en afsluttet videregående grunduddannelse, dog kun i amerikansk kontekst. I britisk kontekst bruger man 'continuing education' om efter- og videreuddannelser. En studerende på en postgraduat uddannelse kaldes en postgraduatstuderende. Som eksempler på postgraduate uddannelser kan nævnes diplomuddannelser, masteruddannelser og ph.d.-uddannelser, der læses på hhv. professionshøjskoler, CVU'er og universiteter.